# Karol Stobiecki
Karol Stobiecki, właściwie Karol Franciszek Józef Ostoja Stobiecki (ur. 1908 w Tarnopolu, zm. 1970 we Wrocławiu) – polski ziemianin, malarz, ilustrator książek, kostiumograf, prawnik-notariusz, działacz społeczny i muzealnik. Współtwórca, razem z Leonem Rozpendowskim, Panoramy Bitwy na Psim Polu.

## Życiorys

### Środowisko rodzinne
Urodził się w rodzinie ziemiańskiej. Był synem Zdzisława (ur. 1873 Sambor) lekarza wojskowego w randze pułkownika i Marii z Petelenzów (ur. 1885 Kraków), miał młodszą siostrę Annę (ur. 1911), po mężu Kopczyńską.
Wychowany w rodzinie o tradycjach patriotycznych, interesował się dziejami Polski, szczególnie kulturą sarmacką, zwłaszcza na kresach wschodnich, dawnym uzbrojeniem, wojnami napoleońskimi i XIX-wiecznymi powstaniami.
Poprzez Matkę spokrewniony był z wieloma polskimi rodami ziemiańskimi: Petelenzami, Łukasiewiczami, Peszyńskimi, Kobuzowskimi, Sulimirskimi, Motty, Dzieduszyckimi. 
Jego żoną była Eleonora Bojanowska z Bojanowa h. Junosza (1921 Niechłód pow. Leszno - 2008 Wrocław ). Ich ślub odbył się 19 III 1946 w Lesznie.
Stobiecki z żoną Eleonorą, byłą więźniarką obozu Auschwitz-Birkenau, miał dwie córki
- Marię (ur. 1947 - Leszno) anglistkę[2],
- Joannę (ur. 1956) bibliotekarza, zamężną z Krzysztofem Nitribitt (ślub 1987)[2].

Eleonora Stobiecka była siostrą Izabeli Dzieduszyckiej polskiej ekonomistki, działaczki społecznej i katolickiej, założycielki i prezes stowarzyszenia Przymierze Rodzin, tenisistki stołowej.

### Dzieciństwo i młodość, edukacja
Dzieciństwo i wczesną młodość spędził w Tarnopolu, gdzie w 1926 roku ukończył miejscowe gimnazjum.
Mimo posiadanych zdolności i zamiłowania do malarstwa, ulegając sugestii rodziny, wstąpił na Wydział Prawa Uniwersytetu Lwowskiego, który ukończył z dyplomem magistra prawa w 1934 roku.
Równocześnie jednak uczył się malarstwa w pracowniach Kazimierza Sichulskiego, Zygmunta Rozwadowskiego oraz Stanisława Batowskiego, który prowadził we Lwowie własną szkołę malarstwa Wolną Akademię Sztuki.
Zarówno Rozwadowski jak też Batowski byli znanymi malarzami-batalistami, co miało wielki wpływ na późniejszą działalność artystyczną Stobieckiego. Podobnie zainteresowania Stobieckiego historią wyznaczyły główny kierunek jego twórczości - malarstwo batalistyczne.
Stryjeczny brat K. Stobieckiego, młodszy o 26 lat Jacek Petelenz-Łukasiewicz polski poeta, krytyk literacki, historyk literatury, profesor Uniwersytetu Wrocławskiego, tak o nim pisał w katalogu pośmiertnej wystawy artysty, która odbyła się we Wrocławiu w 1970:

Mundury i uzbrojenie to była jego pasja. [...]. Pasjonował się starymi pamiętnikami, książkami o starożytności Europy i Wschodu, historią. Te zainteresowania wyniesione z domu, kształtowane pod wpływem profesora historii w tarnopolskim gimnazjum, rozwijał i poszerzał przez całe życie. One, głównie zresztą (a może jedynie) tematycznie inspirowały jego malarstwo.

Łączyła ich przyjaźń mimo różnicy wieku, czemu Łukasiewicz dał świadectwo w tym wydawnictwie.
W latach 1937—1939 odbył aplikację w kancelarii notarialnej w Łańcucie. 
Po wojnie, w 1946 roku ukończył kurs muzeologiczny w Krakowie, zorganizowany przez Zarząd Związku Muzeów w Polsce.

### Kariera zawodowa i miejsca zamieszkania[1]
- Po ukończeniu studiów prawniczych w 1933 r. podjął pracę w Wydziale Rolnictwa i Reform Rolnych Urzędu Wojewódzkiego w Tarnopolu, gdzie pracował w latach 1934–1937.
- Od 1937 do wybuchu II Wojny Światowej pracował w kancelarii notarialnej w Łańcucie.
- Po wybuchu wojny w r. 1939. przeniósł się do Lwowa gdzie w czasie okupacji sowieckiej pracował w Muzeum Historycznym Miasta Lwowa jako ilustrator.
- Po przejęciu w 1940 r. zbiorów Muzeum przez ukraińskie Muzeum Historyczne we Lwowie, od 1941r. mieszkał w Krośnie, gdzie utrzymywał się wykonując zawód artysty malarza.
- Po wyzwoleniu miasta spod okupacji niemieckiej, we wrześniu 1944r. podjął pracę w Wydziale Kultury i Sztuki przy Starostwie Powiatowym w Krośnie.
- W sierpniu 1945r. opuścił Krosno i przeniósł się do Leszna gdzie opiekował się zbiorami planowanego Muzeum Regionalnego w Lesznie.
- Od sierpnia 1945r. do lutego 1947r. pracował w Lesznie w spółdzielni Rolnik
- Od 1 marca do 31 października 1947r. kierował sekretariatem komitetu Obchodów 400-lecia Nadania Praw Miejskich miastu Lesznu.
- Od r. 1 października 1947 do 30 czerwca 1948r. kierował Referatem Oświaty, Kultury i Sztuki w Zarządzie Miejskim Leszna.
- W 1948r. przeniósł się do Wrocławia.
- Od 1 lipca 1948r. do 28 lutego 1950 pracował w dziale propagandy wizualnej Zarządu Okręgu Wrocławskiego Towarzystwa Przyjaciół Żołnierza.
- Następnie był instruktorem w Wydziale Kultury Prezydium Wojewódzkiej Rady Narodowej we Wrocławiu (1950—61).
- W latach 1959-1963 pełnił funkcję kierownika-instruktora Klubu Amatorów Plastyków.
- W 1961r. na krótko został adiunktem w Działach Wydawniczym i Oręża Muzeum Śląskiego we Wrocławiu.
- Przez wiele lat pracował jako nauczyciel a od 1964r. jako dyrektor Państwowego Ogniska Kultury Plastycznej przy pl. Solnym 16, we Wrocławiu. Po powołaniu ognisko działało w oparciu o statut placówki kulturalno-oświatowej. W latach późniejszych przekształcone zostało na 3–letnią wieczorową szkołę artystyczną dla dorosłych[4] .
- Zmarł 7 marca 1970 r. Został pochowany 10 marca 1970 r. na Cmentarzu św. Wawrzyńca we Wrocławiu[5].

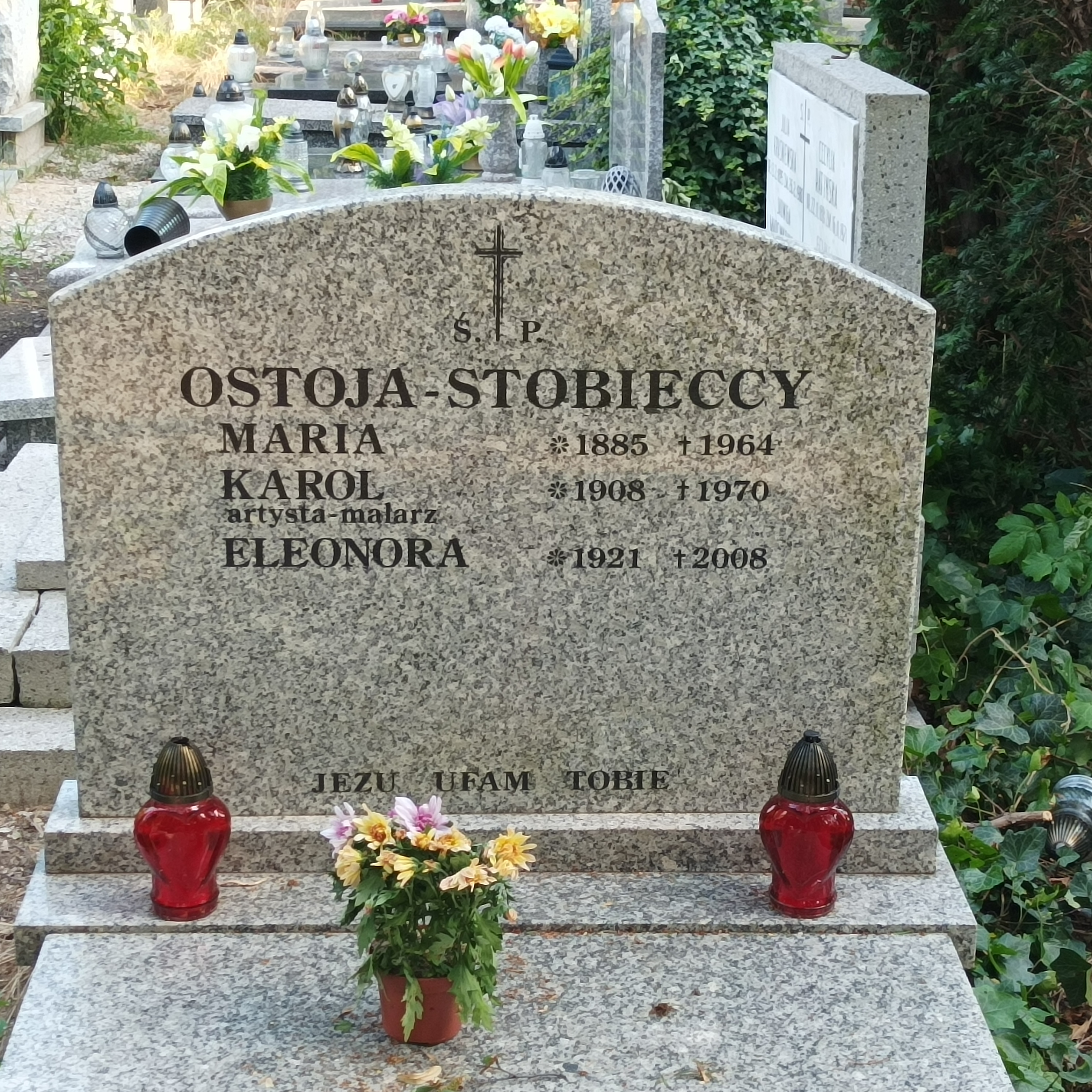
Grób Karola Stobieckiego na cmentarzu św. Wawrzyńca we Wrocławiu

### Kariera artystyczna, wystawy, działalność społeczna[1]
- Już jako uczeń malował akwarele przedstawiające epizody z historii Polski: Fragmenty z bitwy pod Stoczkiem (1922), Atak husarii na janczarów (1923).
- Podczas studiów malarskich w lwowskiej szkole Kaczora-Batowskiego oraz w pracowniach Sichulskiego i Rozwadowskiego namalował m.in. Oddział jeźdźców w lesie (1929) i Polowanie (1930).
- W latach 1937–1939 przebywając na aplikacji notarialnej w Łańcucie malował i brał udział w wystawach artystycznych. Uprawiał akwarelę, gwasz, malarstwo olejne i rysunek. Kontynuował tradycję malarstwa realistycznego o tematyce historycznej, batalistycznej i rodzajowej, czerpał inspiracje z twórczości Kaczor-Batowskiego i Rozwadowskiego, oraz z literatury polskiej (Potyczka ułana 1937).
- Po wybuchu wojny w 1939 znalazł się we Lwowie, gdzie w latach 1939-1941 (podczas okupacji sowieckiej) skupiło się wielu artystów uciekający przed hitlerowcami. Powstała kooperatywa Chudożnik (Artysta) , której przewodniczącym był Jonasz Stern. Stobiecki znalazł się w gronie artystów, działających w ramach tej spółdzielni. Kooperatywa zorganizowała dwie duże wystawy w 1940 r. – Sztuka plastyczna Zachodniej Ukrainy oraz Wystawa grafiki.[6] [1]
- Podczas pobytu w Krośnie, namalował m.in. obraz Złota jesień (1942). Po wyzwoleniu miasta spod okupacji niemieckiej, w r. 1944. działał w miejscowym kole plastyków i organizował oddział Związku Zawodowego Artystów Plastyków. Współpracował też z malarzem Zdzisławem Truskolaskim przy wydaniu dwóch numerów pisma Sztuka i Życie.
- W marcu 1945 uczestniczył w Krośnie w I Wystawie Malarskiej zorganizowanej przez ZPAP, a w czerwcu 1945 w Salonie Wiosennym (w salach Gimnazjum Tkackiego).
- Był jednym z założycieli i przewodniczącym sekcji plastyków Towarzystwa Miłośników Kultury im. Karola Kurpińskiego w Lesznie, a po jej przekształceniu w Stowarzyszeniu Plastyków Leszczyńskich — jego wiceprezesem i następnie prezesem.
- W 1946r., kontynuując główne wątki swej twórczości, namalował obrazy Potyczka i Ułani w ataku oraz miał wystawy w Lesznie i Kaliszu.
- Od 1947r. był członkiem ZPAP.
- W 1948r. wystawiał w Ostrowie Wielkopolskim.
- Był członkiem Tow. Archeologicznego (od 1956r.), prezesem Stowarzyszenia Miłośników Dawnej Broni i Barwy (od 1956r.) oraz przewodniczącym Towarzystwa Przyjaciół Muzeum Wojska przy Muzeum Historycznym miasta Wrocławia (od 1958r.).
- Na początku lat pięćdziesiątych włączył się w nurt malarstwa socrealistycznego, tworząc Dom wśród ruin, Stadninę Państwową — namalowaną wspólnie z Marią Dawską, Pejzaż z fabryką. Malował także widoki miasta i jego okolic, m.in. Wrocław, pejzaż miejski, Widok na Odrę, Pejzaż z Obornik.
- Brał udział w Salonach Zimowych w Radomiu (1951, 1956) i wystawach ogólnopolskich w Warszawie (1953, 1959; 1961).
- W 1956r. należał do założycieli wrocławskiej Grupy 8 (zarejestrowanej w 1957r.). uprawiającej malarstwo realistyczne, która chciała dotrzeć ze sztuką do najszerszych kręgów odbiorców.
- Z Grupą 8 wystawiał we Wrocławiu w Domu Oficera (w grudniu 1956) i Salonie Biura Wystaw Artystycznych (we wrześniu 1957), następnie w Katowicach w Muzeum Śląskim (1959), Jeleniej Górze, Kowarach, Zgorzelcu, Turawie (1962), Wałbrzychu, Kłodzku, Górze Śląskiej (1964) oraz ponownie we Wrocławiu w BWA (1961, 1963, 1965, 1967). Do Grupy osiem należeli również Halina Łepkowska-Giecewicz, Maria Jurczenko-Kamińska, Stanisław Kopystyński, Zofia Krokowska-Zastawnik, Eugeniusz Niemirowski, Sławomir Słychalski.[7]
- Uczestniczył w ogólnopolskiej wystawie Szlakiem Chopina w Dusznikach Zdroju i Wystawie Plastyki Ziem Nadodrzańskich I Biennale Grafiki w Krakowie (1960), w wystawach warszawskich: Grafika Artystyczna i Rysunek w XV-lecie PRL (1961), Twórczość plastyczna w XX-leciu Polskiej Rzeczypospolitej Ludowej i Wystawa Prehistorii i Archeologii (obie 1964) oraz wrocławskiej Malarstwo. Rzeźba. Grafika (1967), a także ogólnopolskiej 25-lecie Ludowego Wojska Polskiego w twórczości plastycznej (1968). * Miał osiem wystaw indywidualnych: we Wrocławiu (1957. 1958. 1960, 1963 i 1965). Jaworze, Miliczu (1960) oraz objazdową z cyklu Poznaj plastyków dolnośląskich (1962—3).
- Niejednokrotnie wracał do przedwojennej tematyki swego malarstwa, m.in. w obrazach: Ułan z końmi (1960) i Szarża (ok. r. 1960).
- Ważnym elementem kariery artystycznej Stobieckiego było tworzenie ilustracji do książek[8] [9][10] [11].
- Innym kierunkiem twórczości Stobieckiego, była scenografia i kostiumologia. Brał udział w najważniejszych wydarzeniach teatralnych Wrocławia w połowie lat pięćdziesiątych XXw. W sezonie 1956/1957 roku, we wrocławskim Teatrze Rozmaitości za kadencji dyrektora Adolfa Chronickiego, Halina Dzieduszycka (żona Wojciecha Dzieduszyckiego) wyreżyserowała wspólnie z Chronickim spektakl, który składał się z połączonych tekstów Nocy listopadowej i Warszawianki, Stanisława Wyspiańskiego, w którym powstańcy listopadowi przebrani byli za żołnierzy Armii Krajowej z czasów II wojny światowej. Istotnym elementem tego spektaklu była scenografia i kostiumy, które wspólnie z Jadwigą Przeradzką przygotował Karol Stobiecki. Premiera spektaklu odbyła się 7 maja 1957r. Wrocławska publiczność postrzegała ten spektakl jako początek nowego polskiego teatru[12][13].
- Po jego śmierci Wrocławskie Towarzystwo Przyjaciół Sztuk Pięknych i Muzeum Śląskie zorganizowały w r. 1970 wystawę retrospektywną, prezentującą 141 jego prac. w tym wiele ilustracji do dziel literackich[3].

### Podsumowanie działalności artystycznej i społecznej
Wystawiał we Wrocławiu, Poznaniu, Szczecinie i Warszawie. Miał osiem wystaw indywidualnych. Tematami jego prac były pejzaże, portrety, motywy wrocławskie i w szczególności motywy batalistyczne i to zarówno z dziejów dawnych jak i z okresu II wojny światowej. Zajmował się również ilustracją książkową. Jego prace to zarówno obrazy olejne jak i akwarele, gwasze, tempery i liczne rysunki. Przez całe życie aktywnie działał w związkach artystycznych i twórczych.

## Ważniejsze dzieła
Obrazy Karola Stobieckiego znajdują się w zbiorach Ossolineum, Muzeum Narodowego i Muzeum Miejskiego we Wrocławiu, Muzeum Okręgowego w Lesznie oraz w zbiorach prywatnych. Jego dzieła często spotykane są na aukcjach internetowych dzieł sztuki i rynku antykwarycznym. 
Dziełem życia Stobieckiego była namalowana w latach 1946–47, wspólnie z Leonem Rozpendowskim, monumentalna (37,5x3,5 m) Panorama Bitwy na Psim Polu.
- Pomysł i wybór konkretnej bitwy zapadł już w 1946 r. Według prasy była to samodzielna decyzja malarzy, którzy w ten sposób postanowili uczcić zbliżającą się rocznicę miasta Leszno. Panorama miała ukazywać waleczność polskich rycerzy, czyli w domyśle Polaków, triumf nad Niemcami, historię tysiąca lat zmagań z zachodnim sąsiadem (od Cedyni po Berlin) oraz nieustanne zagrożenie Słowiańszczyzny płynące z tej strony. Bitwa ta – niezwiązana zresztą z Lesznem – i jej malarska interpretacja miała wybitnie propagandowe, antyniemieckie przesłanie, które wraz z działem historycznym idealnie wkomponowywało się w propagandę władz „ludowych”[14].
- Panoramę namalowano na jubileusz 400-lecia Nadania Praw Miejskich Miastu Leszno. Obraz wystawiono w r. 1947 w Lesznie w oddzielnym baraku na Wystawie Rolniczo-Przemysłowej[14].
- Na polecenie marszałka Michała Roli-Żymierskiego panoramę zakupiło Towarzystwo Przyjaciół Żołnierza i przekazało na Wystawę Ziem Odzyskanych we Wrocławiu, gdzie wystawiono ją w 1948r. w osobnym pawilonie.
- Bitwę na Psim Polu oglądali m.in. uczestnicy odbywającego się tamże Kongresu Pokoju, wśród nich także Pablo Picasso.
- Po zamknięciu wystawy panorama w tajemniczy sposób zaginęła[15] [16][1].